# Rezoluce Rady bezpečnosti OSN č. 1929
Rezoluce Rady bezpečnosti OSN č. 1929 byla přijata 9. června 2010 a jejím tématem je Írán a nešíření jaderných zbraní. Rada bezpečnosti vzala na vědomí, že Írán nesplnil podmínky předchozích rezolucí ohledně svého jaderného programu, a rozhodla se na něj uvalit další sankce.
Pro přijetí rezoluce hlasovalo 12 členů, z toho pět stálých Čínská lidová republika, Francie, Rusko, Spojené státy americké a Spojené království a sedm nestálých Rakousko, Bosna a Hercegovina, Gabon, Japonsko, Mexiko, Nigérie a Uganda, proti byla Brazílie a Turecko; Libanon se zdržel.